# Gstetterthal
Gstetterthal, heute eine Wüstung, war ein Ortsteil der Gemeinde Geroldsee im ehemaligen Landkreis Parsberg in der Oberpfalz. Die Ansiedelung wurde mit der Gemeinde Geroldsee 1951 wegen des zu errichtenden amerikanischen Truppenübungsplatzes Hohenfels abgesiedelt.

## Geographische Lage
Die Wüstung liegt im Oberpfälzer Jura auf ca. 510 m über NHN etwa 1,5 km von der südlichen Begrenzung des Truppenübungsplatzes entfernt östlich des Faulenberges (581 m über NHN) und westlich des Schützenberges (592 m über NHN). 

## Ortsnamendeutung
In der 1808 bis 1864 geschaffenen Bayerischen Uraufnahme ist die Flurbezeichnung „In Gstötten“ eingetragen; die spätere Besiedelung wurde sicherlich nach dieser Flur benannt.

## Geschichte
Die Einöde Höll(e) ist erstmals 1861 amtlich als Ortsteil der Gemeinde Geroldsee genannt. Dort wohnten zu dieser Zeit 6 Personen. Kirchlich gehörte das Anwesen zur Pfarrei Velburg im Bistum Eichstätt; da es in der Poppschen Matrikel des Bistums von 1836 noch nicht aufgeführt ist, wird es wohl in der Zeit zwischen 1836 und 1861 entstanden sein. Es handelte sich um einen bäuerlichen Betrieb; bei der Viehzählung in Bayern 1873 wurden von den 1871 gezählten 7 Bewohnern an Großvieh 8 Stück Rindvieh gehalten. Laut den weiteren amtlichen Verzeichnissen lebten in dem einzigen Wohngebäude der Einöde im Jahr 1900 7, 1925 8 und 1950 7 Bewohner.
Im Zuge der Bildung eines Truppenübungsplatzes für US- und NATO-Truppen wurde die Gemeinde Geroldsee mit Ausnahme des außerhalb des Truppenübungsplatzes liegenden Gemeindeteils Dantersdorf bis zum 1. Oktober 1951 geräumt und ihre Bewohner wurden umgesiedelt; am 25. Januar 1952 beschloss die Regierung von Oberpfalz, Dantersdorf zum 25. März 1952 zur Gemeinde Velburg zu legen. Am 6. Oktober 1958 wies das Bayerische Staatsministerium des Innern an, die restlich verbliebene Gemeinde Geroldsee aufzulösen. Damit erlosch auch die Einöde Gsettherthal und wurde im Truppenübungsplatz zur Wüstung.